# Bahnhof Utsunomiya
Der Bahnhof Utsunomiya (jap. 宇都宮駅 Utsunomiya-eki) ist ein Bahnhof auf der japanischen Insel Honshū. Er wird von der Bahngesellschaft JR East betrieben und befindet sich in der Präfektur Tochigi auf dem Gebiet der Stadt Utsunomiya. An diesem bedeutenden Eisenbahnknoten halten unter anderem Shinkansen-Hochgeschwindigkeitszüge.

## Verbindungen
Utsunomiya ist ein Trennungsbahnhof und wichtiger Verkehrsknotenpunkt, in welchem die Tōhoku-Shinkansen und die Utsunomiya-Linie (ein Teil der Tōhoku-Hauptlinie), zwei der bedeutendsten Bahnstrecken Japans, parallel verlaufen. Beide verbinden Tokio mit Sendai und Morioka und werden von der Bahngesellschaft JR East betrieben. Südlich des Bahnhofs zweigt die ebenfalls von JR East betriebene Nikkō-Linie ab, die nach Nikkō führt. Auf der Shinkansen-Schnellfahrstrecke wird Utsunomiya üblicherweise vier- bis sechsmal je Stunde und Richtung bedient, wobei hier Züge der Gattungen Yamabiko, Max Yamabiko und Tsubasa halten, die sich durch die Anzahl der bedienten Zwischenbahnhöfe unterscheiden. Ein Teil dieser Züge wird in Fukushima zur Yamagata-Shinkansen nach Shinjō durchgebunden.
Die Utsunomiya-Linie dient überwiegend dem beschleunigten Mittelstreckenverkehr im nördlichen Teil der Metropolregion Tokio. Einzelne Eilzüge beginnen oder enden im Bahnhof Ueno, die meisten werden jedoch über die Ueno-Tokio-Linie zum Bahnhof Tokio geleitet, von wo aus sie auf der Tōkaidō-Hauptlinie weiter in Richtung Odawara und Atami fahren. Zwischen Akabane und Utsunomiya besteht ein Parallelverkehr mit Zügen der Shōnan-Shinjuku-Linie aus und in Richtung Zushi, die abwechselnd alle Zwischenbahnhöfe bedienen oder nördlich von Ōmiya die kleineren ohne Halt durchfahren. Zwischen Utsunomiya und Kuroiso fahren Nahverkehrszüge alle 20 bis 30 Minuten. Zwischen Utsunomiya und Hōshakuji besteht auf der Utsunomiya-Linie ein Parallelverkehr mit der Karasuyama-Linie, die dort in Richtung Karasuyama abzweigt. Auf der Nikkō-Linie wird ein angenäherter Stundentakt angeboten, der zu bestimmten Tageszeiten verdichtet wird.
Für den Nahverkehr von großer Bedeutung ist der Busbahnhof auf dem westlichen Bahnhofsvorplatz, der Ausgangspunkt mehrerer Dutzend Stadt-, Regional- und Schnellbuslinien ist. Die wichtigsten Anbieter sind die Unternehmen Kantō Jidōsha, JR Bus Kantō und Kibuna. Einzelne Linien verkehren über den östlichen Bahnhofsvorplatz. Von großer Wichtigkeit ist dort insbesondere die Endstation der Stadtbahn Utsunomiya in die Nachbarstadt Haga.

## Anlage
Der Bahnhof steht an der Grenze zwischen den Stadtteilen Ekimae-dōri im Westen und Miyamirai im Osten. An der Westseite erstreckt sich entlang einer Allee das Stadtzentrum von Utsunomiya mit Bürogebäuden, Kaufhäusern, Einkaufsstraßen, Hotels und öffentlichen Einrichtungen wie Rathaus und Präfekturverwaltung. Rund anderthalb Kilometer westlich befindet sich der Bahnhof Tōbu-Utsunomiya der Bahngesellschaft Tōbu Tetsudō. Rund 500 Meter im Südwesten steht der bis ins 8. Jahrhundert zurückreichende Zenganji-Tempel.
Die Anlage ist von Süden nach Norden ausgerichtet und umfasst 17 Gleise, von denen zehn dem Personenverkehr dienen. Erhöht auf einem Viadukt liegen die vier westlichsten Gleise. Sie sind normalspurig und dienen dem Hochgeschwindigkeitsverkehr. Die Shinkansen-Züge halten hier an zwei langen überdachten und von Schallschutzwänden eingefassten Seitenbahnsteigen, die Platz für bis zu 17 Wagen bieten. Dazwischen liegen zwei Durchgangsgleise für jene Shinkansen-Züge, die hier ohne Halt durchfahren. Östlich davon schließt sich der Bahnhofteil für das kapspurige Streckennetz an, bestehend aus drei ebenerdigen Mittelbahnsteigen, die kürzer, aber ebenfalls vollständig überdacht sind. Der ganz im Osten gelegene Bahnofteil besteht aus einer Abstellanlage und Rangiergleisen.
Das lang gestreckte Empfangsgebäude an der Westseite trägt den Namen Paseo (spanisch für „Promenade“) und ist neun Stockwerke hoch. Die beiden unteren Geschosse enthalten ein Einkaufszentrum mit rund 90 Läden und Gastronomiebetrieben, die übrigen werden als Hotel genutzt. Vom zweiten Stockwerk aus führt eine breite Fußgängerpassage über die gesamte Gleisanlage hinweg. Von dieser aus sind die Bahnsteige über Treppen, Rolltreppen und Aufzüge erreichbar. Die Passage endet auf dem östlichen Bahnhofsvorplatz; dort ist die zweigleisige Endstation der Stadtbahn zu finden.
Im Fiskaljahr 2019 nutzten durchschnittlich 37.724 Fahrgäste täglich den Bahnhof, wovon 13.233 auf den Shinkansen-Teil entfielen.

## Bilder

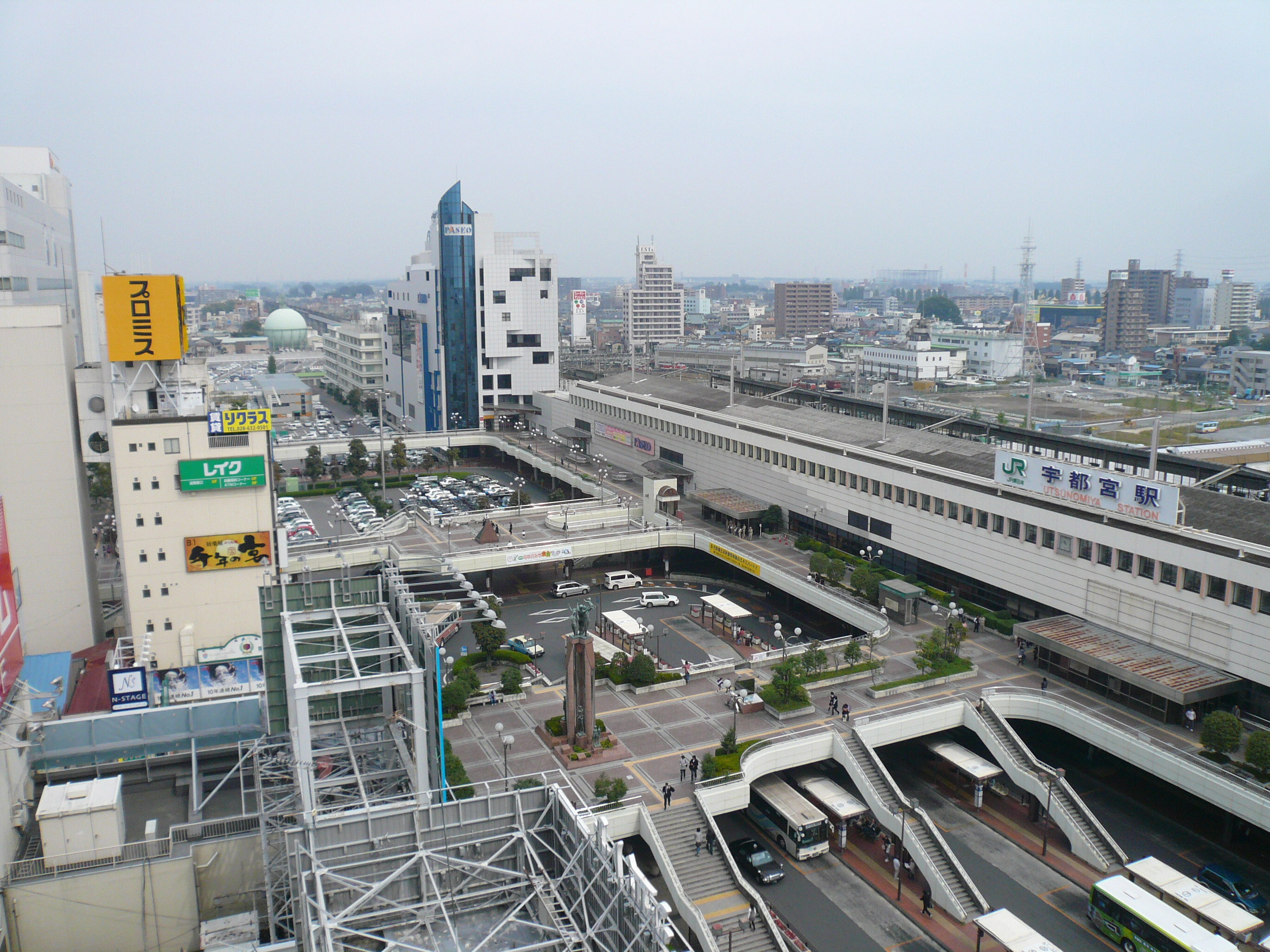
Ansicht von oben
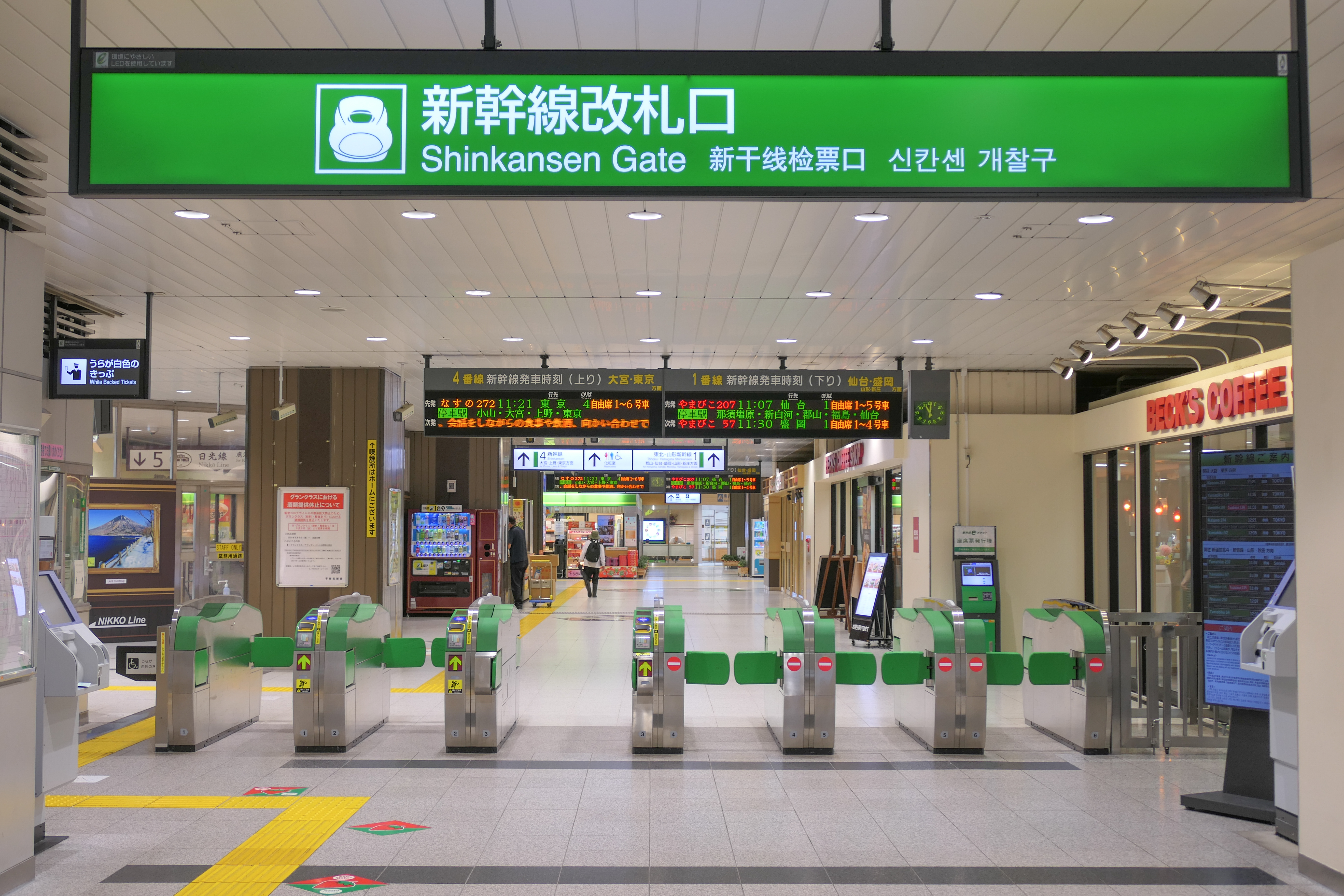
Bahnsteigsperren
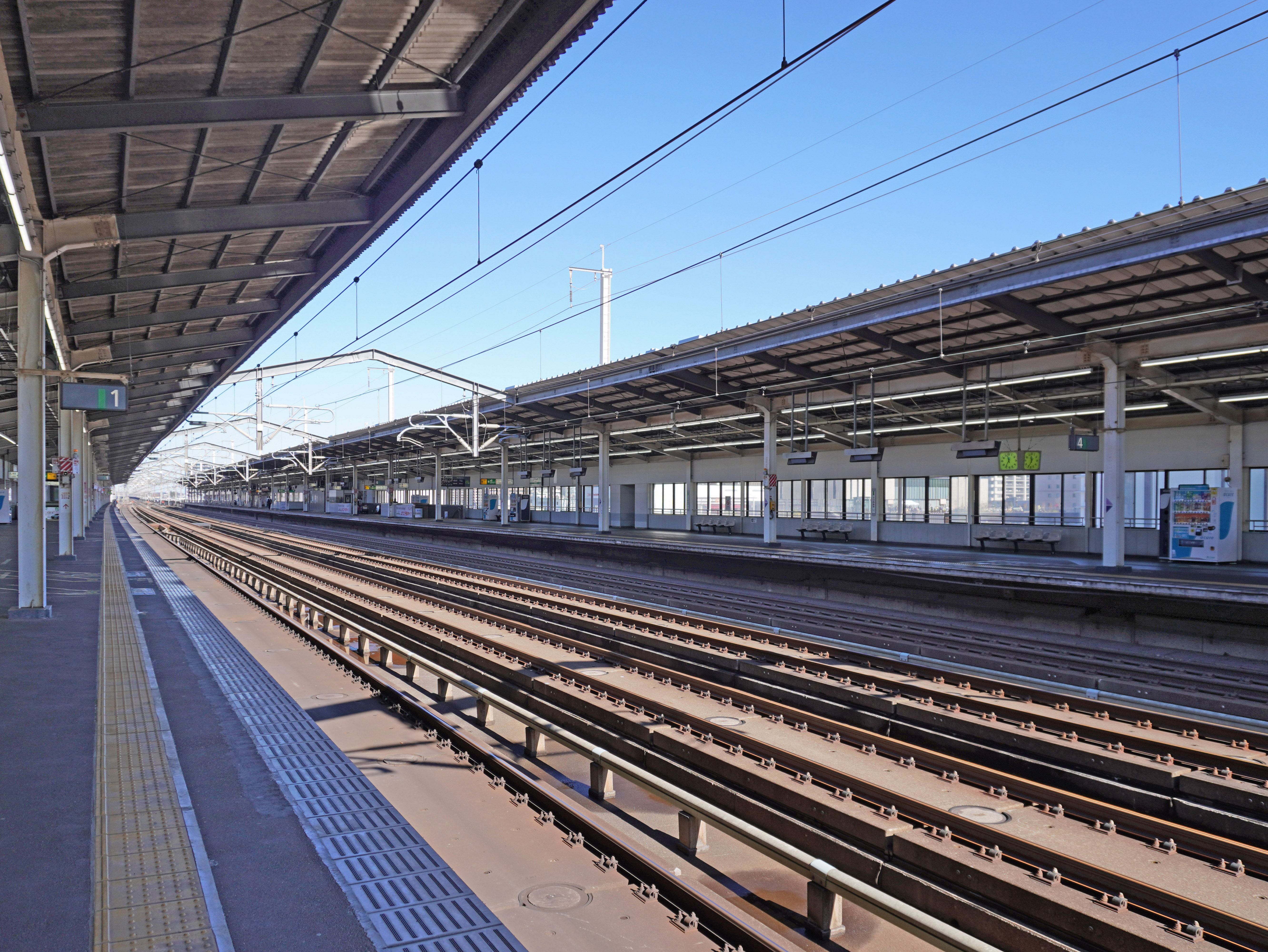
Shinkansen-Bahnsteige
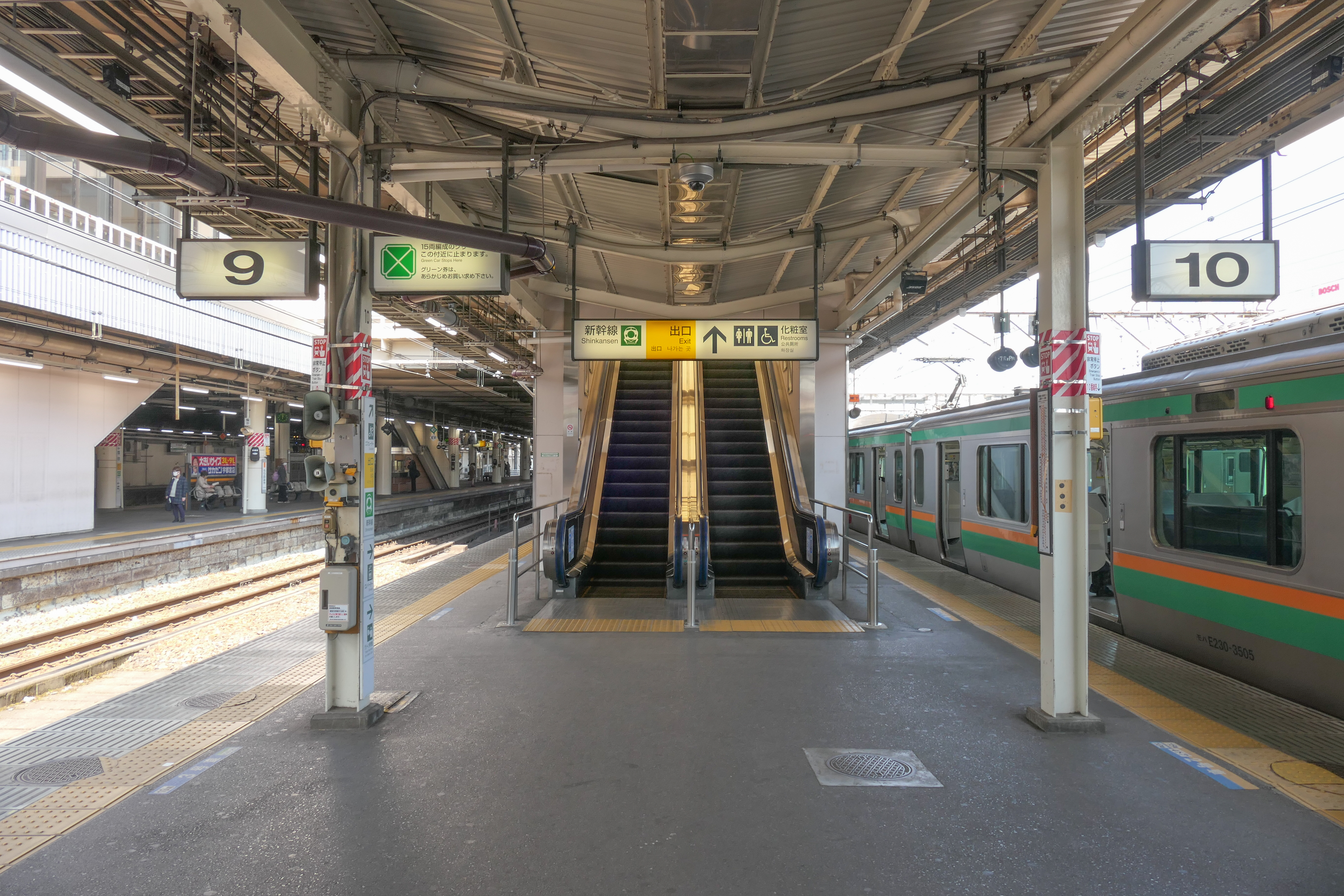
Bahnsteig 9/10
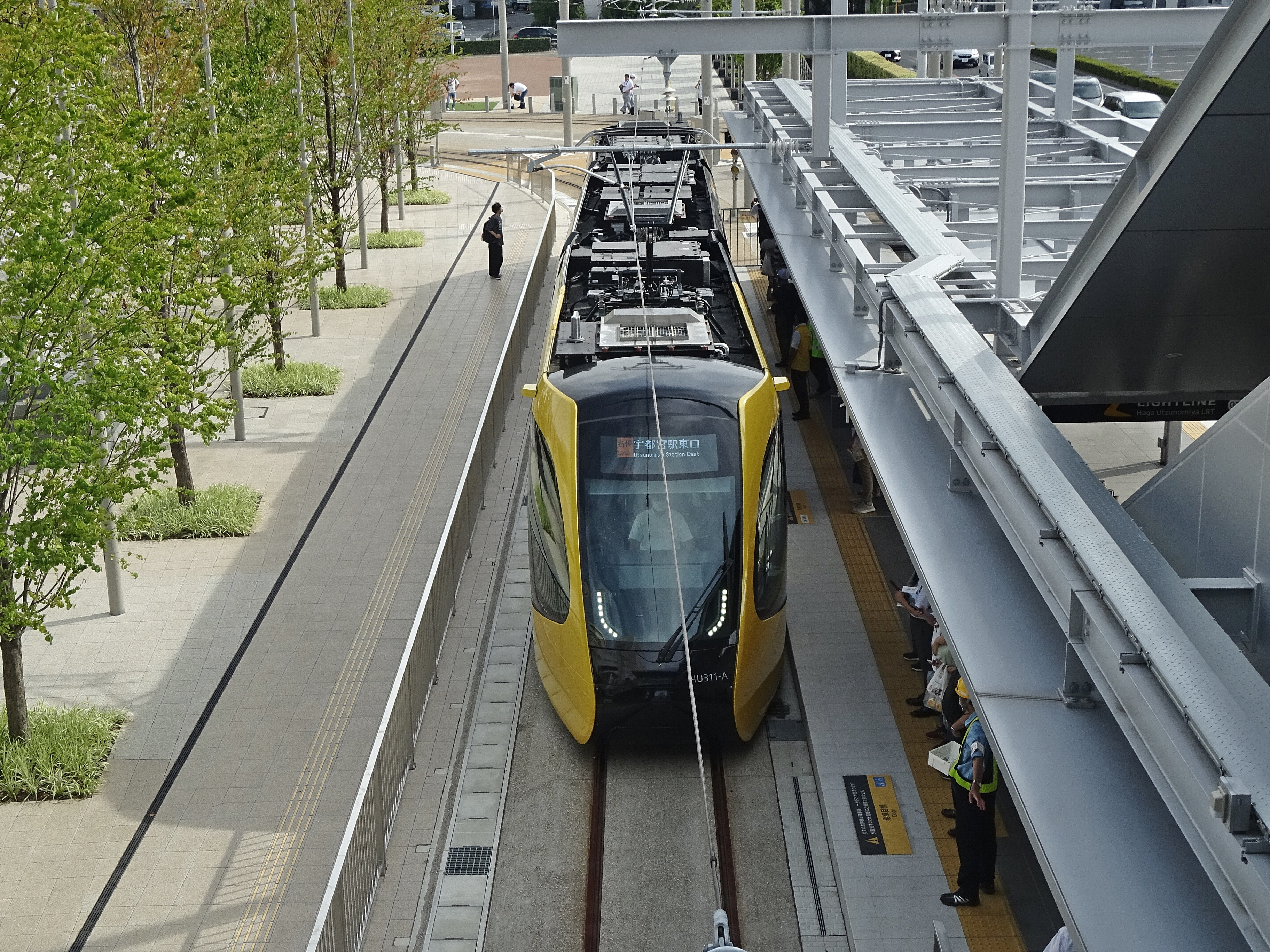
Stadtbahnhaltestelle

## Gleise
| 1    | ▉ Tōhoku-Shinkansen     | Kōriyama • Sendai • Morioka • Shin-Aomori   |
| 4    | ▉ Tōhoku-Shinkansen     | Ōmiya • Tokio                               |
| 5    | ▉ Nikkō-Linie           | Nikkō                                       |
| 7–10 | ▉ Utsunomiya-Linie      | Kuroiso • Kōriyama                          |
| 7–10 | ▉ Utsunomiya-Linie      | Oyama • Ōmiya • Tokio • Yokohama • Odawara  |
| 7–10 | ▉ Shōnan-Shinjuku-Linie | Oyama • Ōmiya • Shinjuku • Yokohama • Zushi |
| 7–10 | ▉ Karasuyama-Linie      | Hōshakuji • Karasuyama                      |

## Linien
| Verlauf der Tōhoku-Shinkansen |
| --- |
| Tokyo • Ueno • Ōmiya • Oyama • Utsunomiya • Nasushiobara • Shin-Shirakawa • Kōriyama • Fukushima • Shiroishi-Zaō • Sendai • Furukawa • Kurikoma-Kōgen • Ichinoseki • Mizusawa-Esashi • Kitakami • Shin-Hanamaki • Morioka • Iwate-Numakunai • Ninohe • Hachinohe • Shichinohe-Towada • Shin-Aomori |

| Verlauf der Utsunomiya-Linie |
| --- |
| Tokyo • Ueno • Oku • Akabane • Urawa • Saitama-Shintoshin • Ōmiya • Toro • Higashi-Ōmiya • Hasuda • Shiraoka • Shin-Shiraoka • Kuki • Higashi-Washinomiya • Kurihashi • Koga • Nogi • Mamada • Oyama • Koganei • Jichi-Idai • Ishibashi • Suzumenomiya • Utsunomiya • Okamoto • Hōshakuji • Ujiie • Kamasusaka • Kataoka • Yaita • Nozaki • Nishi-Nasuno • Nasushiobara • Kuroiso |

| Verlauf der Nikkō-Linie                                                       |
| ----------------------------------------------------------------------------- |
| Utsunomiya • Tsuruta • Kanuma • Fubasami • Shimotsuke-Ōsawa • Imaichi • Nikkō |

## Geschichte

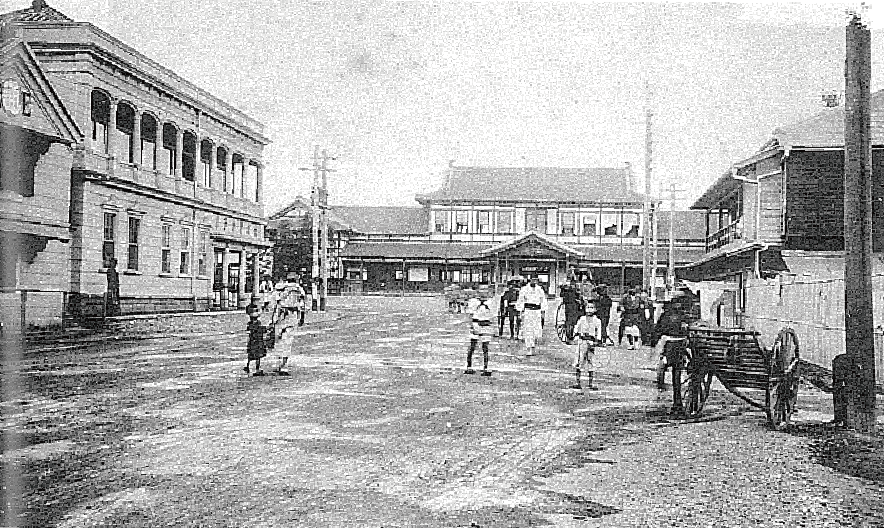
Ansicht des Bahnhofs um 1910

Die Nippon Tetsudō, Japans erste private Bahngesellschaft, errichtete vom Bahnhof Ueno in Tokio aus die Tōhoku-Hauptlinie in Richtung Norden und eröffnete den Bahnhof Utsunomiya am 16. Juli 1885. Da sich der Brückenbau über den Fluss Tone verzögerte, war die Strecke dort zunächst zweigeteilt und die Fahrgäste mussten zwischen Kurihashi am Südufer und dem provisorischen Bahnhof Nakata am Nordufer vorübergehend eine Eisenbahnfähre nutzen. Dieser Zustand endete am 17. Juni 1886 mit der Inbetriebnahme der Brücke, worauf der durchgehende Verkehr zwischen Ueno und Utsunomiya aufgenommen werden konnte. Etwas mehr als ein Jahr lang war hier die Endstation, bis zur Inbetriebnahme des daran anschließenden Abschnitts nach Nishi-Nasuno am 1. Oktober 1886. Am 1. Juni 1890 nahm die Nippon Tetsudō den ersten Abschnitt der Nikkō-Linie nach Imaichi in Betrieb, exakt zwei Monate später kam die Verlängerung nach Nikkō hinzu.
Allgemein wird angenommen, dass Händler 1885 in Utsunomiya die ersten Ekiben verkauften; die Idee fand bei Bahnreisenden derart viel Anklang, dass sie sich rasch über ganz Japan verbreitete. Der Bahnhof lag damals etwas außerhalb der Stadt am gegenüberliegenden Ufer des Flusses Tagawa, denn es war aus Kostengründen darauf geachtet worden, wenn möglich überbautes Gebiet zu meiden. Innerhalb weniger Jahre entstand ein eigentliches Bahnhofsviertel und die ursprünglichen Anlagen erwiesen sich rasch als ungenügend, um mit der gestiegenen Nachfrage zurechtzukommen. Die Nippon Tetsudō errichtete ein neues zweigeschossiges Empfangsgebäude und nahm es am 1. April 1902 in Betrieb; es war jenem des Bahnhofs Nijō in Kyōto nachempfunden. Nachdem der japanische Reichstag das Gesetz zur Verstaatlichung der Eisenbahnen beschlossen hatte, ging die Nippon Tetsudō am 1. November 1906 in Staatsbesitz über.

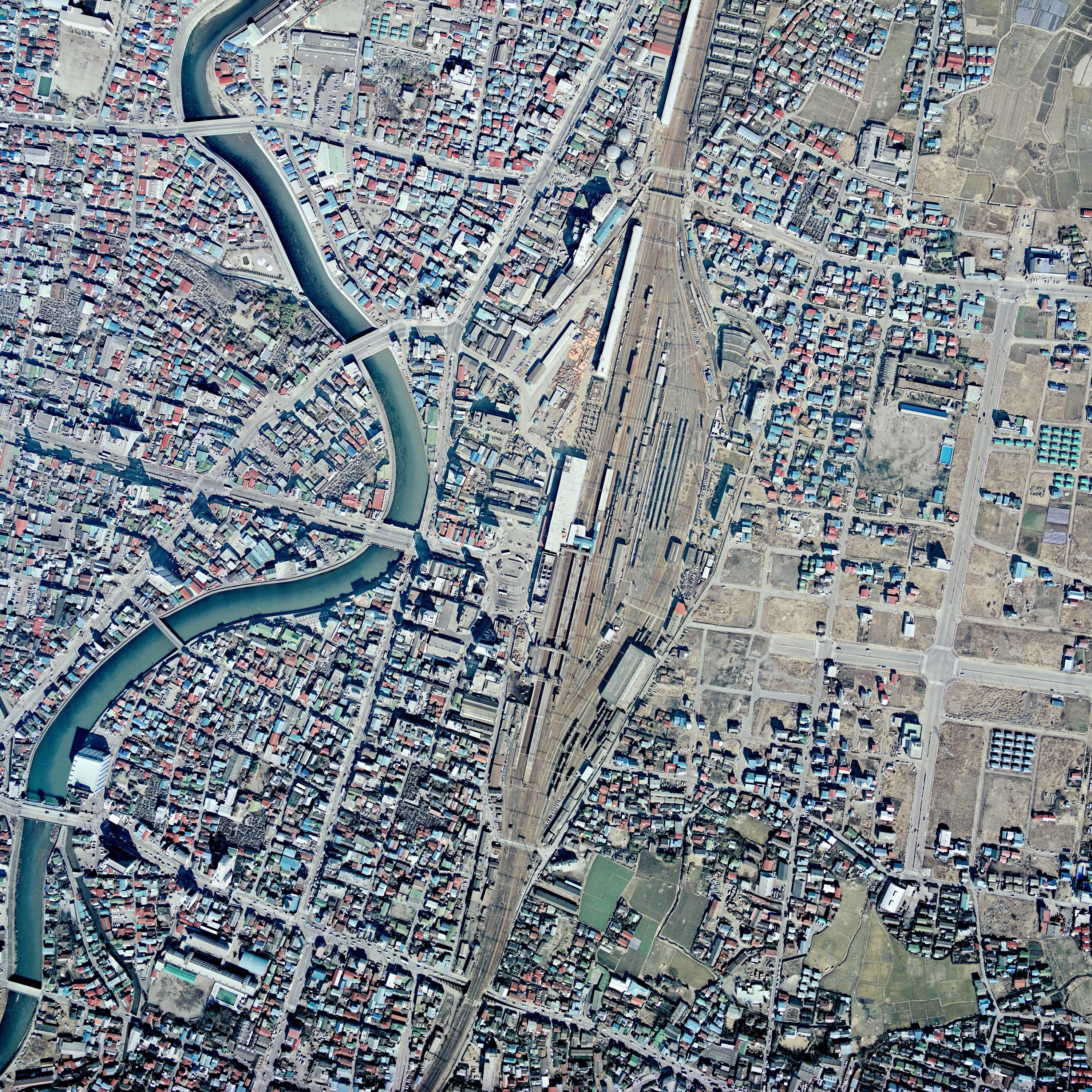
Luftansicht (1975)

1925/26 nahm das Eisenbahnministerium eine Vergrößerung des Empfangsgebäudes vor. Dieses wurde jedoch am 12. Juli 1945 in der Endphase des Pazifikkriegs bei einem Luftangriff der United States Army Air Forces vollständig zerstört. Als provisorischer Ersatz entstand daraufhin eine eingeschossige hölzerne Baracke mit Schieferdach, die ab 10. März 1946 zur Verfügung stand. Bis zum Baubeginn eines Neubaus durch die Japanische Staatsbahn verstrichen weitere zehn Jahre, abgeschlossen waren die Arbeiten am 1. März 1958. Doch auch bei diesem Gebäude zeichnete sich nach wenigen Jahren ab, dass es den Anforderungen bald nicht mehr genügen würde, da die Anbindung Utsunomiyas an das Shinkansen-Streckennetz vorgesehen war. Ab November 1974 entstand unmittelbar nebenan das neue Bauwerk mit dem Namen Lamia, das am 10. Juni 1980 fertiggestellt und am 5. September desselben Jahres eröffnet wurde. Am 23. Juni 1982 erfolgte die Eröffnung der Schnellfahrstrecke Tōhoku-Shinkansen von Ōmiya nach Bahnhof Morioka.
Im Rahmen der Staatsbahnprivatisierung ging der Bahnhof am 1. April 1987 in den Besitz der neuen Gesellschaft JR East über. Die neue Besitzerin erweiterte das Empfangsgebäude und benannte es 1990 in Paseo um. 1996 legte JR Freight das seit 1910 bestehende Anschlussgleis zur Nisshin-Getreidemühle still. Nach fünfjähriger Bauzeit ging die auf dem östlichen Bahnhofsvorplatz beginnende Strecke der Stadtbahn Utsunomiya in die Nachbarstadt Haga am 26. August 2023 in Betrieb.